# Пискуха ілійська
Ochotona iliensis — вид зайцеподібних гризунів з родини пискухових (Ochotonidae).

## Морфологічна характеристика
Звірок довжиною 20.3–20.4 сантиметрів і вагою до 250 грамів. Має яскраво забарвлене волосся та великі іржаво-червоні плями на лобі, маківці та з боків шиї.

## Поширення
Країни проживання: Сіньцзян, Китай.

## Спосіб життя
Населяє осипи на високих скелях. Вид демонструє низьку щільність популяції. Як правило, це денний вид, але може проявляти нічну активність. Цей вид будує копиці сіна і характеризується як узагальнена травоїдна тварина.